# 富田常雄
富田 常雄（とみた つねお、1904年（明治37年）1月1日 - 1967年（昭和42年）10月16日）は、日本の小説家。柔道五段。東京府生まれ。明治大学商学部卒。初め心座文芸部に入って新劇運動に参加したのち、『姿三四郎』が大変な人気を呼んで流行作家となる。戦後『面』『刺青』で直木賞受賞。映画化、ドラマ化された作品も多く、大衆文学の大家として人気を博した。

## 人物
柔道家富田常次郎の子として東京府に生まれる。永田町小学校（現千代田区立麹町小学校）、旧制日本大学中学校（現在の日本大学第一高等学校）卒業、明治大学商学部。在学中、詩誌『感情革命』を創刊する。1928年、河原崎長十郎らの心座文芸部に参加する。他のメンバーに舟橋聖一、村山知義らがいた。
『姿三四郎』（1942年）で流行作家となる。戦後、『刺青』『面』（1949年）で第21回直木三十五賞受賞。大衆小説の大家として知られ、生前は長者番付の作家部門では常連として名を連ね続ける程の人気を誇った。

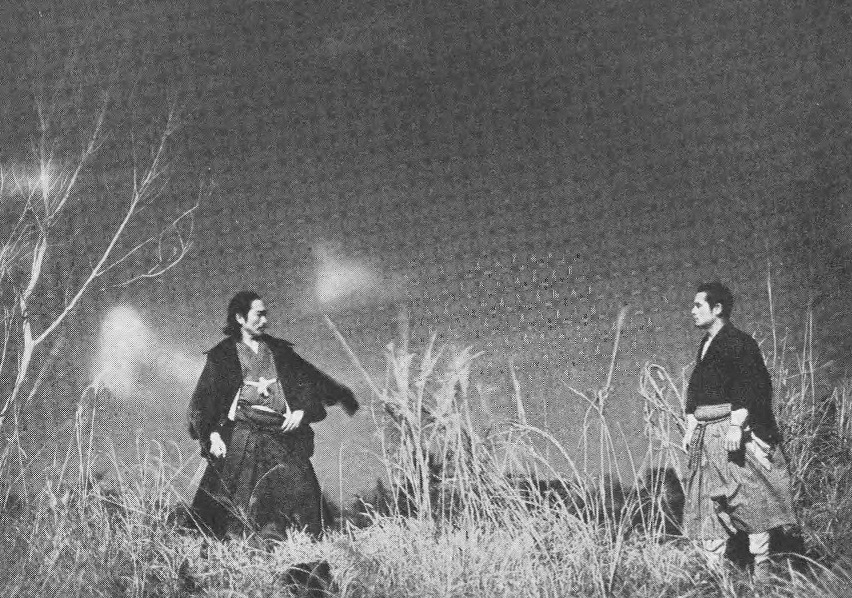
『姿三四郎』は1943年に初映画化された。檜垣源之助役の月形龍之介と姿三四郎役の藤田進。

数多くの作品が映画化・テレビドラマ化されている。『姿三四郎』は1943年、黒澤明監督、藤田進主演で初映画化され、戦後もたびたび映画化・ドラマ化された。1965年（昭和40年）度の日本レコード大賞受賞曲である美空ひばりの『柔』は富田原作の同名ドラマ の主題歌であった。1986年には「弁慶」を原作としてNHKで連続ドラマ『武蔵坊弁慶』が放送されている。
1950年代以降は馬主として競走馬を走らせており、所有馬には姿三四郎に因んで「スガタ」という冠名を付けていた。主な所有馬にはダイヤモンドステークス優勝など通算10勝を挙げたミネノスガタなど。
1967年10月16日、食道腫瘍の為に死去。63歳没。

## 著作
作品の著作権は2018年元日に終了し、パブリックドメインになっている。
- 『富士に歌ふ』新作讀物刊行会 1937
- 『現代の英雄』博文館 1940
- 『男性街道 とんかつ大将物語』博文館 1940
- 『西郷隆盛』大日本雄辯會講談社 1940
- 『かた目達磨』博文館 1941
- 『産業戦士の歌』博文館 1941
- 『輝く海軍魂』都祥閣 1942
- 『軍神杉本中佐』童話春秋社 1942
- 『姿三四郎』錦城出版社 1942 のち新潮文庫
- 『三千万の呼声』成武堂 1942
- 『日本宝島』東栄社 1942
- 『亜細亜は一なり』春江堂 1943
- 『猿飛佐助』太虚堂書房 1948 「忍者猿飛佐助」徳間文庫
- 『虹の港』 東和社 1949
- 『緑の風』 石狩書房 1949
- 『君失ふことなかれ』 実業之日本社 1949
- 『春の潮』 日比谷出版社 1950
- 『白虎』 春陽文庫 1951
- 『朝の花』 湊書房 1951
- 『夢と知りせば』 主婦之友社 1951
- 『雪もち笹』 朝日新聞社 1951
- 『ここに幸あり』 湊書房 1951
- 『若い季節・嵐の中の顔』 大日本雄弁会講談社 1951
- 『南風』 湊書房 1951
- 『黒潮』 湊書房 1952
- 『浮雲日記』 湊書房 1952
- 『遥かなる虹』 東方社 1952
- 『春の鼓笛』 湊書房 1952
- 『春雪の門・花の扉』 大日本雄弁会講談社 1952
- 『処女峰』 春陽文庫 1952
- 『弁慶』全9巻 大日本雄弁会講談社 1952-1955 「武蔵坊弁慶」と改題、講談社文庫
- 『誰か夢なき』東方社 1953
- 『水蓮夫人』神正書房 1953
- 『若草』東方社 1953
- 『朝霧』主婦之友社 1953
- 『東天紅』東方社 1953
- 『虹を射る少年・この星万里を照らす・愛の新珠』河出書房 1954
- 『御園』数寄屋書房 1954
- 『巴御前』大日本雄弁会講談社 1954
- 『天気晴朗なれど』毎日新聞社 1954
- 『慕情』東方社 1954
- 『嵐の中の顔』東方社 1954
- 『地上の愛』大日本雄弁会講談社 1954
- 『天にひらく窓』東方社 1954
- 『少年姿三四郎』河出書房 1955
- 『晩花 大いなる虹』東方社 1955
- 『講道館 姿三四郎余話』春歩堂 1955
- 『潮来出島』大日本雄弁会講談社 1955
- 『若草軍記』大日本雄弁会講談社 1955 「風雲真田軍記」と改題、徳間文庫
- 『妻の年輪』住吉書店 1956
- 『野火』大日本雄弁会講談社(ロマン・ブックス)1956
- 『流星』東方社 1956
- 『明治の風雪』同光社 1956
- 『真昼の人』大日本雄弁会講談社 1956
- 『春風秋雨』新潮社 1957
- 『銀河の都』大日本雄弁会講談社 1957
- 『石の咲く花』桃源社 1957
- 『源平太平記』毎日新聞社 1957-1958
- 『東京綺談』東京文芸社 1957-1958
- 『剣と潮』光風社 1958
- 『愛河』平凡出版 1958
- 『夕鶴日記』東京文芸社 1958
- 『姿三四郎の手帖 柔道創生記』春歩堂 1958
- 『富田常雄選集』全15巻 東京文芸社 1958-1959
- 『女やわら抄』平凡出版 1958
- 『小えん日記』講談社 1959（映画「女は二度生まれる」川島雄三）
- 『赤と緑』桃源社 1959
- 『白い波濤』桃源社 1960
- 『河岸の朝霧』桃源社 1960
- 『ひょっとこ』新潮社 1960
- 『天狗往来』新潮社 1960 のち徳間文庫
- 『風来物語』中央公論社 1960
- 『熊谷次郎』新潮社 1961
- 『書生草紙』中央公論社 1961
- 『鳴門太平記』新潮社 1961-1962 のち徳間文庫（蜂須賀家）
- 『むらさき抄』桃源社 1961
- 『清流』東京文芸社 1962
- 『風神雷神』中央公論社 1962
- 『江戸無情』新潮社 1963 のち徳間文庫
- 『新宿夫人』講談社 1964
- 『柔』新潮社 1964-1965 のち徳間文庫
- 『花と日輪』講談社 1965
- 『おんな』東方社 1966
- 『春色江戸巷談』講談社 1966 のち徳間文庫
- 『春灯奇譚』新潮社 1966
- 『嵐来たり去る』報知新聞社 1967
- 『そと妻』桃源社 1967
- 『不知火抄』講談社 1967 「剣侠阿ノ一番」と改題、徳間文庫
- 『実説坂本竜馬 土佐海援隊』光風社書店 1968  富士見書房時代小説文庫
- 『鏡の中の女たち』講談社 1968
- 『底にいた悪党』東京文芸社 1968
- 『風来物語』読売新聞社 1970
- 『柔道水滸伝』東京文芸社 1971